# Prvenstvo Hrvatske u curlingu 2008.
Prvenstvo Hrvatske u curlingu 2008. je treće prvenstvo Hrvatske u ovom športu. 
Održalo se u Mađarskoj, u Törökbalintu, zbog nedostatka nuždnih uvjeta u Hrvatskoj.
Natjecateljski sustav je bio dvokružni ligaški sustav, svatko sa svakim.
Prvi dio prvenstva se održao 12. i 13. travnja, a drugi 26. i 27. travnja 2008.
Ovo prvenstvo je treće prvenstvo koje je organizirao Hrvatski curling savez.
Sudionici su tri postave, zagrebački klubovi CC Zagreb, CK Vis i CK HPB-Čudnovati čunjaš te slavonskobrodska CC Legija. 
Konačni poredak:

### Ženska konkurencija
Natječu se djevojčadi Zapruđa i Crolinga.

## Vanjske poveznice
- Hrvatski curling savez  Arhivirana inačica izvorne stranice od 23. srpnja 2007. (Wayback Machine)
- Sportnet.hr[neaktivna poveznica] PH u Budimpešti
- Sportnet.hr  Arhivirana inačica izvorne stranice od 18. travnja 2008. (Wayback Machine) Poredak nakon prvog dijela prvenstva